# 高羽榮
高羽榮（韓語：고우영，1938年9月27日—2005年4月25日），韓國1970年代至1980年代的著名漫畫家。

## 生平
高羽榮在滿洲國出生。在第二次世界大戰之後來到韓國定居。2005年因為癌症病逝，享壽67歲。

## 代表作品
- 三國志
- 列國志：從1981年7月開始到1983年結束，在體育新聞連載了684回。
- 一枝梅

## 外部連結
- 高羽榮的畫作《一枝梅》
- Ko Woo-young biography （页面存档备份，存于） on Lambiek Comiclopedia